# Massaggio svedese
Il massaggio svedese è un massaggio classico occidentale. In Europa è il massaggio tradizionale standard, così chiamato soprattutto nei paesi di lingua inglese, lingua olandese, ed in Ungheria. Altrove (compresa la Svezia) viene solitamente identificato come massaggio classico. La denominazione di "massaggio svedese" è dovuta al medico e fisioterapista svedese Pehr Henrik Ling (1776-1839) a cui si attribuisce la prima sistematizzazione delle tecniche di massaggio all'interno di un metodo, definendo indicazioni, controindicazioni, nomenclature, manualità e norme deontologiche. Nel 1813 a Stoccolma fondò l'Istituto Ling di Ginnastica Moderna. Partendo dai metodi di Ling, che vennero diffusi in Europa dai suoi allievi, l'ortopedico tedesco Albert Hoffa ed il medico olandese Johan Georg Mezger svilupparono le tecniche di massaggio classico e manipolazione usate ancora oggi.
Generalmente viene eseguito su tutto il corpo, ma avendo manovre abbastanza libere fra loro e sequenze non rigide, può essere eseguito anche solo su singole parti.
È considerato decontratturante, rilassante, tonificante e drenante. Agisce anche sul circolo emolinfatico ed è utile nella prevenzione di adipe e cellulite.
Si esegue con olio da massaggi e generalmente su lettino.

## La tecnica
I principali movimenti del massaggio sono:
- Sfioramento: Manovra leggera e rilassante.
- Sfioramento appoggiato (detto anche Sfregamento profondo): Manovra più profonda per drenare sangue, liquidi muscolari e linfa. Si usa anche per drenare i liquidi e le sostanze "sminuzzate" e "smosse" con la frizione e l'impastamento.
- Frizione: Manovra di spremitura dei tessuti anomali (adipe localizzata, cellulite).
- Impastamento superficiale: Manovra dinamica di spremitura obliqua dei tessuti anomali (adipe localizzata, cellulite).
- Impastamento profondo: Manovra dinamica di torsione e spremitura del muscolo.
- Percussione: Manovre di piccole percussioni per stimolare e tonificare cute e muscoli.